# Ясень (Малопольське воєводство)
Ясень (пол. Jasień) — село в Польщі, у гміні Бжесько Бжеського повіту Малопольського воєводства.
Населення — 3009 осіб (2011).
У 1975-1998 роках село належало до Тарновського воєводства.

## Демографія
Демографічна структура станом на 31 березня 2011 року:
|          | Загалом | Допрацездатний вік | Працездатний вік | Постпрацездатний вік |
| -------- | ------- | ------------------ | ---------------- | -------------------- |
| Чоловіки | 1518    | 403                | 998              | 117                  |
| Жінки    | 1491    | 323                | 880              | 288                  |
| Разом    | 3009    | 726                | 1878             | 405                  |